# Externsteine

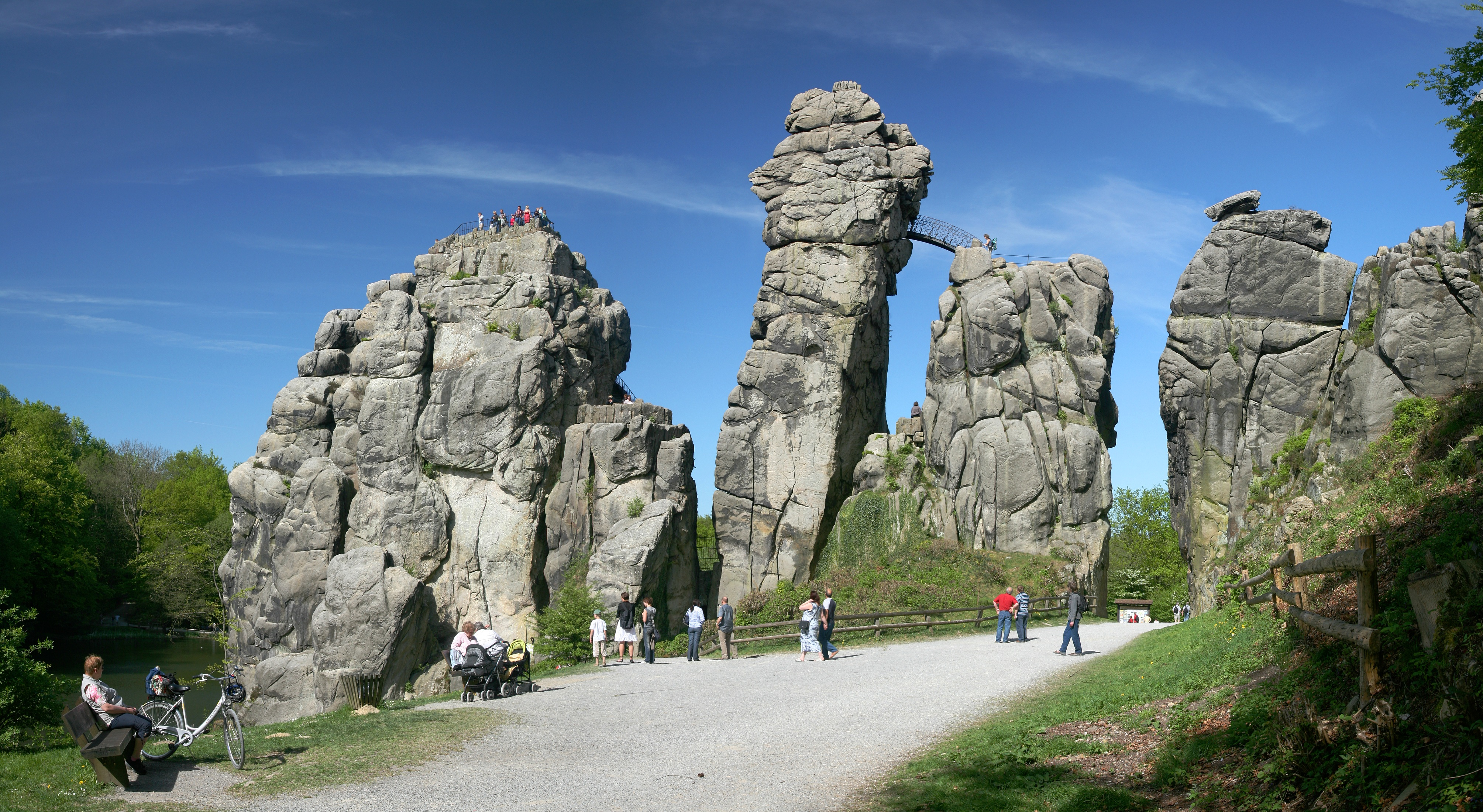
Externsteine

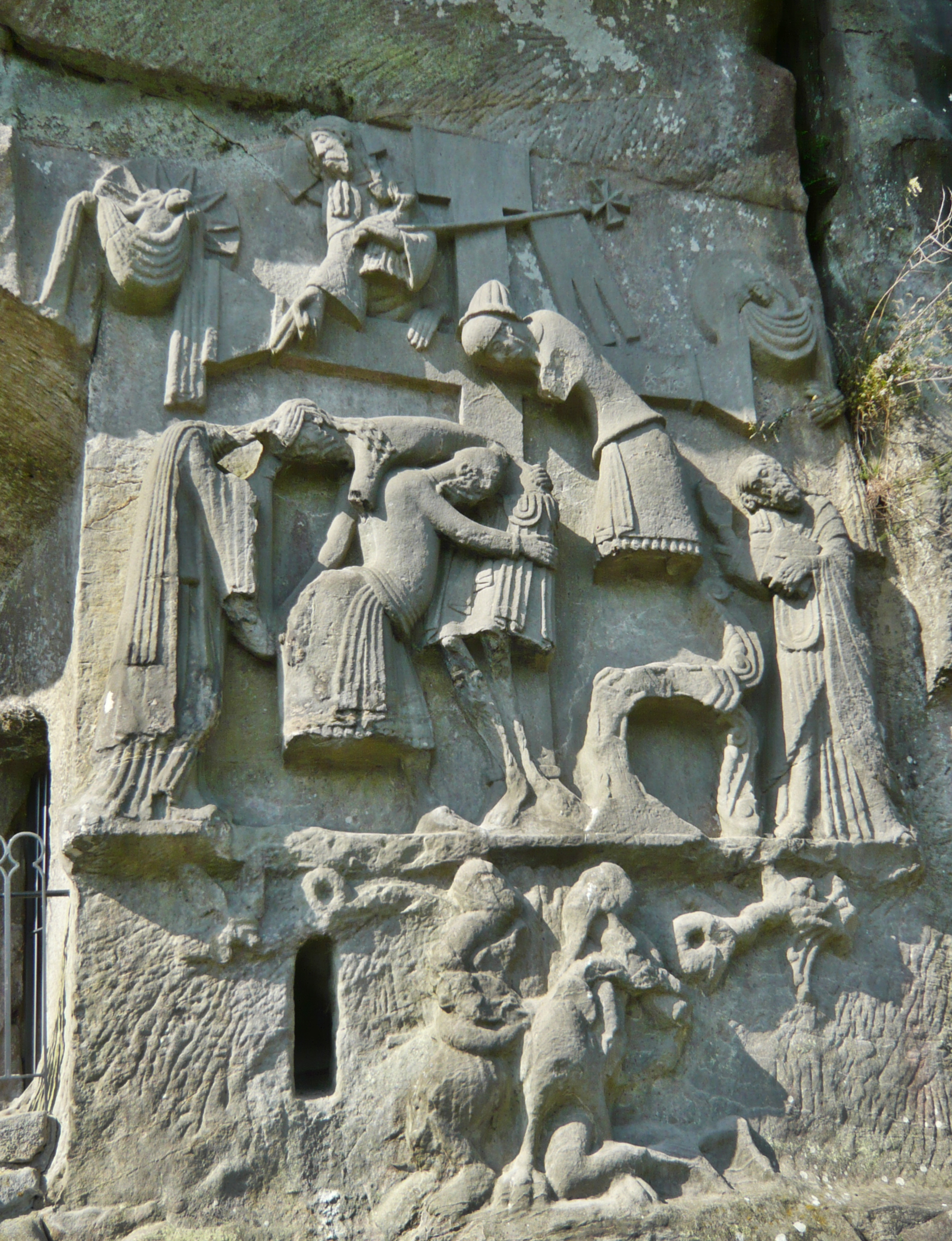
XII-wieczny relief „Zdjęcie z krzyża”

Externsteine – kompleks skał pochodzenia kredowego w Lesie Teutoburskim, w okolicy Detmold (Niemcy). Kompleks składa się z grupy naturalnych wież piaskowcowych, które w zamierzchłych wiekach były wykorzystywane do celów rytualnych. Niektóre teorie zakładają, że kompleks ten mógł spełniać rolę obserwatorium astronomicznego.
Externsteine wygląda jak gigantyczna budowla megalityczna, choć jego pochodzenie jest zupełnie naturalne. W najdawniejszych czasach służyło prawdopodobnie za miejsce kultu i pielgrzymek wędrownych łowców reniferów. Na szczycie najwyższej wieżycy znajdują się zadziwiająco dobrze zachowane pozostałości czegoś, co mogło być prehistorycznym sanktuarium.

## Historia interpretacji przeznaczenia miejsca
Pierwsze próby interpretacji tego fenomenu geologiczno-architektonicznego pochodzą z 1564 roku. Historyk Hamelmann wywiódł teorię, bez podawania jakichkolwiek źródeł, według której miało to być pogańskie miejsce kultu, przekształcone przez Karola Wielkiego w sanktuarium chrześcijańskie.
W XVIII wieku przeważać zaczęła teoria, że jest to starodawny Irminsul, zniszczony przez Karola Wielkiego w 772 roku. Teorię uznano za błędną, gdy okazało się, że warunki miejscowe nie pasują do opisów znajdujących się we francuskich zabytkach piśmienniczych. W 1823 roku po raz pierwszy wysunięto teorię, że górna kaplica mogła być obserwatorium astronomicznym. Po 1870 roku nastąpiła prawdziwa powódź publikacji na ten temat. W 1925 roku Teudt, bazując na wcześniejszych próbach interpretacji, stworzył własną teorię, sugerując, że Externsteine było sanktuarium germańskim. Choć odrzucana przez wiele autorytetów, teoria ta spotkała się z sympatią wielu Niemców, a w 1933 roku została nawet wprowadzona do propagandy Trzeciej Rzeszy. Mimo zakrojonych na szeroką skalę badań archeologicznych (1934/1935), w zasadzie nie znaleziono w okolicy żadnego klucza do pewnej interpretacji przeznaczenia tego miejsca.

## Prehistoria i historia miejsca
Pod koniec paleolitu w skałach tych szukały schronienia hordy myśliwych wędrujących za stadami reniferów. Mezolityczni mieszkańcy tych obszarów również trudnili się łowiectwem, choć prawdopodobnie nie musieli wędrować za zwierzyną, zważywszy obfitość miejscowej. Nie ma danych na temat losów tych obszarów i ich potencjalnych mieszkańców w okresie neolitu i epoki brązu. Badania archeologiczne z lat 30. XX wieku doprowadziły jednak do odkrycia pozostałości z wieku X (ceramika), a więc sprzed pierwszych doniesień piśmienniczych. Nieumiejętne zarządzanie miejscem przez wieki następne, w tym również w okresie po II wojnie światowej, doprowadziło do zniszczenia licznych obiektów, jak wielki kamienny stół odkryty w trakcie wspomnianych wykopalisk archeologicznych.
Najwcześniejsze historyczne relacje na temat tego miejsca pochodzą z XII wieku, kiedy znalazło się ono pod opieką miejscowego klasztoru benedyktynów. Z tego czasu pochodzą liczne wykute i powiększone jamy i jaskinie, pełniące rolę pustelni i miejsca odosobnienia dla chrześcijan. Zgodnie z tymi zapisami miejsce to należało w XI wieku do miejscowego szlachcica, właściciela znacznych obszarów leśnych między Horn i Kohlstaätt. W następnych wiekach obiekt należał do Kościoła, później do suwerenów von Lippe. W 1645 roku wielki książę Florencji chciał nabyć to miejsce (notabene popadające w ruinę) za pokaźną sumę 60 tys. koron i 4 tysiące talarów. Oferta ożywiła zainteresowanie aktualnego właściciela. Książę Adolf von Lippe wybudował w Externsteine coś na kształt warowni, wzbogacając same skały dodatkowymi elementami architektonicznymi. Kaprys ten nie zyskał akceptacji potomków Adolfa i znów miejsce to popadło w zapomnienie. W czasach panowania księżniczki Pauliny (1802–1820) miejsce poddano zabiegom konserwacyjnym. W 1836 roku, w odpowiedzi na romantyczne zapotrzebowanie, część obszaru zalano wodą, tworząc malownicze jezioro. Zostało ono zniszczone w latach 30. XX wieku, a następnie odrestaurowane po II wojnie światowej. Jak wspomniano, w czasie Trzeciej Rzeszy Externsteine było obiektem żywego zainteresowania, przede wszystkim nazistowskich propagandystów. Po 1945 roku przeszło pod zarząd Północnej Nadrenii-Westfalii. W 1957 roku powróciło do Landesverband Lippe (obszaru związkowego Lippe), który jest odpowiedzialny za administrację tych terenów.

## Opis miejsca i zabytków

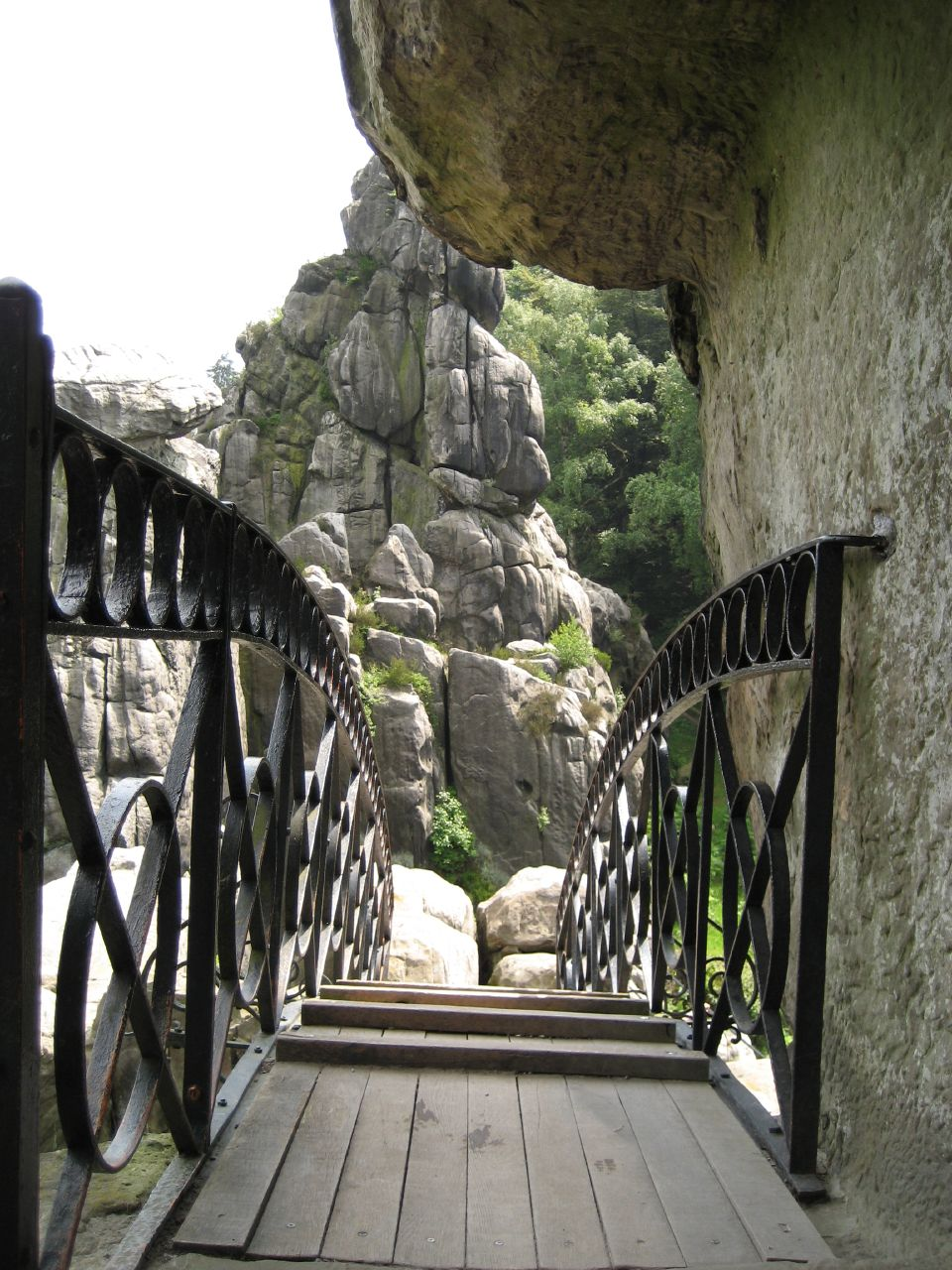
Mostek pomiędzy wieżami

Na najwyższą z wież można się dostać przechodząc przez żelazny mostek, na który prowadzą strome schody. W kaplicy (pozbawionej dachu prawdopodobnie przez mnichów w XII wieku), w niszy wschodniej, znajduje się ołtarz płytowy o charakterystycznym kształcie. Bezpośrednio nad nim umieszczone jest okrągłe okno o średnicy pół metra. W 1823 Otto van Bennigsen, badacz kultur prehistorycznych, podczas obserwacji wschodu Słońca w czasie letniego przesilenia wysunął teorię o roli kaplicy jako obserwatorium astronomicznego.